# Anna Caliendo
Anna Caliendo (Caserta, 15 maggio 1983) è una cestista italiana.
Alta 161 cm, ha giocato in Serie A1 con Alcamo nel ruolo di Playmaker.

## Carriera
È stata capitano di Alcamo, ma con la mancata iscrizione della società è passata nell'estate 2012 alla Virtus Eirene Ragusa. Con le iblee ha ottenuto la promozione in Serie A1 ed è arrivata in finale della Coppa Italia di categoria.
Nel 2013-14 scende in Serie B, con la Nova Basket di Castellammare del Golfo.

## Caratteristiche tecniche
Anna Caliendo si è distinta per la visione di gioco, la rapidità nei movimenti e la capacità di gestire i tempi della squadra. Dotata di un buon palleggio e di un tiro affidabile dalla media distanza, era abile nel creare spazi per le compagne grazie a una buona lettura delle situazioni di gioco. Nonostante la statura contenuta, ha sempre mostrato grinta in fase difensiva, compensando con l’aggressività e l’intelligenza tattica.

## Statistiche
Dati aggiornati al 30 giugno 2012
| Stagione        | Squadra                       | Competizione | Partite | Partite | Partite | Statistiche tiro | Statistiche tiro | Statistiche tiro | Altre statistiche | Altre statistiche | Altre statistiche | Altre statistiche | Altre statistiche |
| Stagione        | Squadra                       | Competizione | Pres.   | Titol.  | Minuti  | Tiri da 2        | Tiri da 3        | Liberi           | Rimb.             | Assist            | Rubate            | Stopp.            | Punti             |
| --------------- | ----------------------------- | ------------ | ------- | ------- | ------- | ---------------- | ---------------- | ---------------- | ----------------- | ----------------- | ----------------- | ----------------- | ----------------- |
| 2005-2006       | Nuova Fiamma Stabia           | Serie A2     | 33      | 32      | 1066    | 59/151           | 37/127           | 67/100           | 94                | 159               | 61                | 0                 | 307               |
| 2006-2007       | Gea Magazzini Alcamo          | Serie A2     | 34      | 34      | 1153    | 105/224          | 21/105           | 107/152          | 120               | 2                 | 74                | 1                 | 380               |
| 2007-2008       | Gea Magazzini Alcamo          | Serie A2     | 17      | 16      | 588     | 66/128           | 11/60            | 49/74            | 65                | 33                | 43                | 1                 | 228               |
| 2008-2009       | Gea Magazzini Alcamo          | Serie A2     | 32      | 32      | 1083    | 127/253          | 27/102           | 103/157          | 79                | 44                | 73                | 0                 | 438               |
| 2009-2010       | Gea Magazzini Alcamo          | Serie A2     | 28      | 28      | 1009    | 100/210          | 30/86            | 97/126           | 133               | 60                | 62                | 0                 | 387               |
| 2010-2011       | Gea Magazzini Alcamo          | Serie A2     | 38      | 38      | 1157    | 113/245          | 37/123           | 89/134           | 201               | 79                | 117               | 0                 | 426               |
| 2011-2012       | Gea Magazzini Alcamo          | Serie A1     | 29      | 14      | 620     | 53/123           | 14/59            | 37/51            | 66                | 33                | 49                | 0                 | 185               |
| 2012-2013       | Passalacqua Spedizioni Ragusa | Serie A2     | 26      | 2       | 541     | 41/88            | 21/56            | 23/30            | 86                | 20                | 44                | 0                 | 168               |
| Totale carriera |                               |              |         |         |         |                  |                  |                  |                   |                   |                   |                   |                   |

## Palmarès
- Campionato italiano di Serie A2: 2
Basket Alcamo: 2010-2011; V. Eirene Ragusa: 2012-2013